# Wolfsbach (Schmidgaden)
Wolfsbach ist ein Ortsteil der Gemeinde Schmidgaden im Landkreis Schwandorf des Regierungsbezirks Oberpfalz im Freistaat Bayern.

## Geografie
Wolfsbach liegt auf dem Südosthang des 555 Meter hohen Kohlberges, 6,5 Kilometer nordwestlich von Schmidgaden und 4 Kilometer nordwestlich der Bundesautobahn 6. 500 Meter nordwestlich von Wolfsbach fließt der Hüttenbach nach Süden zur Naab. Der 19,7 Kilometer lange Hüttenbach trägt die Gewässerkennzahl 14722. Er entspringt am Südwesthang des 667 Meter hohen Buchberges, fließt in Richtung Südosten und mündet bei Schwarzenfeld in die Naab. Am Südrand von Wolfsbach fließt der Espanbach nach Osten, passiert die Rödlmühle und mündet nach etwa 800 Metern bei Badhaus in den Hüttenbach.

## Name
Wolfsbach ist ein sehr häufiger Ortsname. Allein in Bayern kommt er siebenmal vor. Das Wolfsbach bei Ensdorf ist nur 16,5 Kilometer von dem in diesem Artikel behandelten Wolfsbach entfernt. Es ergeben sich also zahlreiche Verwechslungsmöglichkeiten. Daneben gibt es noch zahlreiche Bäche und Flüsse, die den Namen Wolfsbach tragen.

## Geschichte

### 12. bis 18. Jahrhundert
Wolfsbach (auch: Wolffspach, Wolffsbach, Wolspach) wurde 1119 erstmals schriftlich erwähnt, als Uvignandus de Wolfesbach Herr eines Rittergutes war. Wolfsbach wurde mit 5 Lehen in einem Urbar des Jahres 1285 aufgeführt. Wolfsbach erschien im Zins-, Steuer- und Giltbuch des Amtes Nabburg aus dem Jahr 1444. Im Salbuch von 1473 wurde Wolfsbach mit einer Steuer von 7 Pfund 7 Schilling 7 Pfennig 1 Heller und 4 Achtel Hafer verzeichnet.
1460 wurde vom Vitztum, dem Nabburger Pfleger, eine Wochenmarktsordnung erlassen. In dieser Ordnung wurden die pflegämtischen Dörfer um Nabburg, darunter auch Wolfsbach, verpflichtet, den Wochenmarkt von Nabburg zu besuchen. 1527 wurde diese Ordnung dahin gehend präzisiert, dass alle Kaufgeschäfte grundsätzlich nur auf dem offenen Markt in Nabburg an den dort vorgeschriebenen Plätzen zu tätigen seien. Bei Nichtbefolgung drohten Strafen von 1/4 bis zu 1 Gulden.
Im Salbuch von 1513 erschien Wolfsbach mit Geldzins zu Walpurgis und zu Michaelis von 4 Höfen, 1 Halbhof und einer Mühle; mit einem jährlichen Jägergeld von 9 Höfen, 3 Halbhöfen, einer Mühle, einem Lehen und einem öden Lehen; mit Naturalzinsen an Käse, Fastnachthühnern und Hafer. Im Amtsverzeichnis von 1596 erschien Wolfsbach mit 10 ganzen Höfen, 3 Halbhöfen, 2 Söldengütel und einer Mühle. Im Türkensteueranlagsbuch von 1606 waren für Wolfsbach 10 Höfe, 1 Halbhof, 4 Güter, 2 Mühlen, 1 Schmiede, 28 Ochsen, 32 Kühe, 22 Rinder, 4 Stiere, 12 Schweine, 4 Frischlinge, 5 Kälber, 196 Schafe und eine Steuer von 49 Gulden und 48½ Kreuzer eingetragen.
Während des Dreißigjährigen Krieges erlebte die Region einen Bevölkerungsrückgang. Wolfsbach hatte 1500 und 1523 14 Untertanen, 1583 und 1631 15 Untertanen, 1658 9 Untertanen und 1712 16 Untertanen. Die Kriegsaufwendungen betrugen 3229 Gulden 30 Kreuzer.
Im Herdstättenbuch von 1721 erschien Wolfsbach mit 17 Anwesen, 18 Häusern und 18 Feuerstätten. Im Herdstättenbuch von 1762 mit 17 Herdstätten, 2 Inwohner und 1 Herdstätte im Hirtenhaus ein Inwohner. 1792 hatte Wolfsbach 15 hausgesessene Amtsuntertanen. 1808 gab es in Wolfsbach 17 Anwesen, eine Mühle (Rödlmühle) mit 2 Gängen und einer Schneidsäge, eine Schmiede, ein Hirtenhaus, einen Weber, einen Müller, einen Schneider und einen Schmied.

### 19. und 20. Jahrhundert
1808 begann in Folge des Organischen Ediktes des Innenministers Maximilian von Montgelas in Bayern die Bildung von Gemeinden. Dabei wurde das Landgericht Nabburg zunächst in landgerichtische Obmannschaften geteilt. Wolfsbach wurde Obmannschaft. Zur Obmannschaft Wolfsbach gehörten: Wolfsbach, Gösselsdorf, Götzendorf, Windpaißing, Littenhof, Scharlmühle und Rödlmühle.
Dann wurden 1811 in Bayern Steuerdistrikte gebildet. Dabei wurde Wolfsbach Steuerdistrikt. Der Steuerdistrikt Wolfsbach bestand aus den Dörfern Wolfsbach und Littenhof, dem Weiler Gams, den Einöden Rödlmühle und Zißlmühle und den Privatwaldungen im Wetterberg. Er hatte 28 Häuser, 198 Seelen, 300 Morgen Äcker, 90 Morgen Wiesen, 150 Morgen Holz, 2 Weiher, 50 Morgen öde Gründe und Wege, 12 Pferde, 48 Ochsen, 40 Kühe, 36 Stück Jungvieh, 120 Schafe, 30 Schweine und 2 Ziegen.
Schließlich wurde 1818 mit dem Zweiten Gemeindeedikt die übertriebene Zentralisierung weitgehend rückgängig gemacht und es wurden relativ selbständige Landgemeinden mit eigenem Vermögen gebildet, über das sie frei verfügen konnten. Hierbei kam Wolfsbach zur Ruralgemeinde Rottendorf. Die Gemeinde Rottendorf bestand aus den Ortschaften Rottendorf mit 38 Familien, Hohersdorf mit 8 Familien, Grimmerthal mit 1 Familie, Wolfsbach mit 16 Familien, Rödlmühle mit 2 Familien, Zißlmühle mit 2 Familien und Littenhof mit 10 Familien. Im Januar 1972 wurde die Gemeinde Rottendorf in die Gemeinde Schmidgaden eingegliedert.
Wolfsbach gehört zur Filialkirche Gösselsdorf der Pfarrei Rottendorf im Dekanat Nabburg. 1997 gab es in Wolfsbach 80 Katholiken.

## Einwohnerentwicklung ab 1819
| Jahr | Einwohner   | Gebäude |
| ---- | ----------- | ------- |
| 1819 | 16 Familien | k. A.   |
| 1828 | 132         | 17      |
| 1838 | 128         | 17      |
| 1864 | 126         | 55      |
| 1875 | 129         | 83      |
| 1885 | 130         | 20      |
| 1900 | 104         | 18      |
| 1913 | 87          | 15      |

| Jahr | Einwohner | Gebäude |
| ---- | --------- | ------- |
| 1925 | 89        | 16      |
| 1950 | 87        | 15      |
| 1961 | 83        | 14      |
| 1964 | 83        | 14      |
| 1970 | 89        | k. A.   |
| 1987 | 79        | 14      |
| 2011 | 70        | k. A.   |